# Styloperla wui
Styloperla wui är en bäcksländeart som beskrevs av Chao 1947. Styloperla wui ingår i släktet Styloperla och familjen Styloperlidae. Inga underarter finns listade i Catalogue of Life.